# François Rauber
François Rauber, född 19 januari 1933 i Neufchâteau, Vosges, Frankrike, död 14 december 2003, var en fransk kompositör.